# Tesa (Einheit)
Die Tesa, auch Tessa auf Sizilien (Königreich), war ein italienisches Längenmaß und entsprach dem Klafter. Es wurde die Bezeichnung auch für das Raummaß Tesa verwendet. Die Tesa wird der Pertica begrifflich gelegentlich gleichgesetzt, entspricht oft aber einer Rute. Die Abweichungen der Tesa begründen sich auf das unterschiedliche Fuß-Maß
- 0,3659 Meter für 1 Piede, dem österreichischen Fuß und
- 0,34251 Meter für 1 Piede manuale, als piemontesisches Fußmaß

## Sizilien
- 1 Tessa = 6 Piede manuali = 4 Pide librandi = 2,065 Meter[1]

## Trient
- Längenmaß: 1 Tesa = 6 Piedi = 1,1575 Wiener Klafter = 2,1954 Metres[2]

## Triest
- Brennholzmaß: 1 Tesa = 5 Piedi[3]

## Turin

### Längenmaß
- 1 Tesa/Faden = 5 Piedi manuali = 1,712553 Meter[4]

### Heumaß
Die Tesa cuba war ein Turiner Heumaß und ein anderer Begriff für Kubik-Klafter.
- 1 Tesa cuba = 124 Piedi manuali cubi = 5,022642 Ster = 5,022642 Kubikmeter
- auch 1 Tesa cuba = 5,0414 Kubikmeter/Steren

Das Maß verkörperte ein Würfel von 5 Fuß Länge in den drei Richtungen. Die Tesa cuba wurde immer gefünftelt, also Quinti für das Fünftel, Quinti di quinto für das Fünfundzwanzigstel und zum Schluss das Hundert fünfundzwanzigstel oder gemeiner Kubikfuß (Piede manuali cubi). Der Heuverkauf konnte aber auch nach dem Gewicht erfolgen.

### Brennholzmaß
- 1 Tesa = 4,0331 Kubikmeter

## Malta
- 1 Miglio/Meile = 3 Leghe = 660 Tese/Klafter = 4536 Piedi = 1407 Yard (engl.) = 1286,54 Meter